# Pagan metal
Il pagan metal è un termine generico usato per indicare una vasta scena di band di metal estremo che portano nella loro musica le tradizioni di un certo popolo o di una certa regione attraverso tematiche, melodie e strumenti inusuali per l'heavy metal,.
Il gruppo norvegese In the Woods..., insieme ai Primordial in particolare con la canzone To Enter Pagan, sono considerati gli inventori del pagan metal.

## Caratteristiche
Il Pagan metal non rappresenta un vero e proprio genere musicale ma più un espediente di raggruppamento tematico, infatti le band Pagan tendono ad essere molto diverse tra di loro. Jarkko Aaltonen, bassista dei Korpiklaani, ha infatti dichiarato che "le band che cantano di Vichinghi o di altre tribù antiche sono etichettate come Pagan metal, indipendentemente dal fatto che essi usino strumenti popolari". Heri Joensen, cantante e chitarrista della band Faroese Týr, descrive similmente il Pagan, dicendo che le band cantano "tradizioni europee pre-cristiane, sia storiche che mitologiche" e osserva che "il Pagan metal è molto vario musicalmente, perché i gruppi Pagan sono legati principalmente dalle liriche".

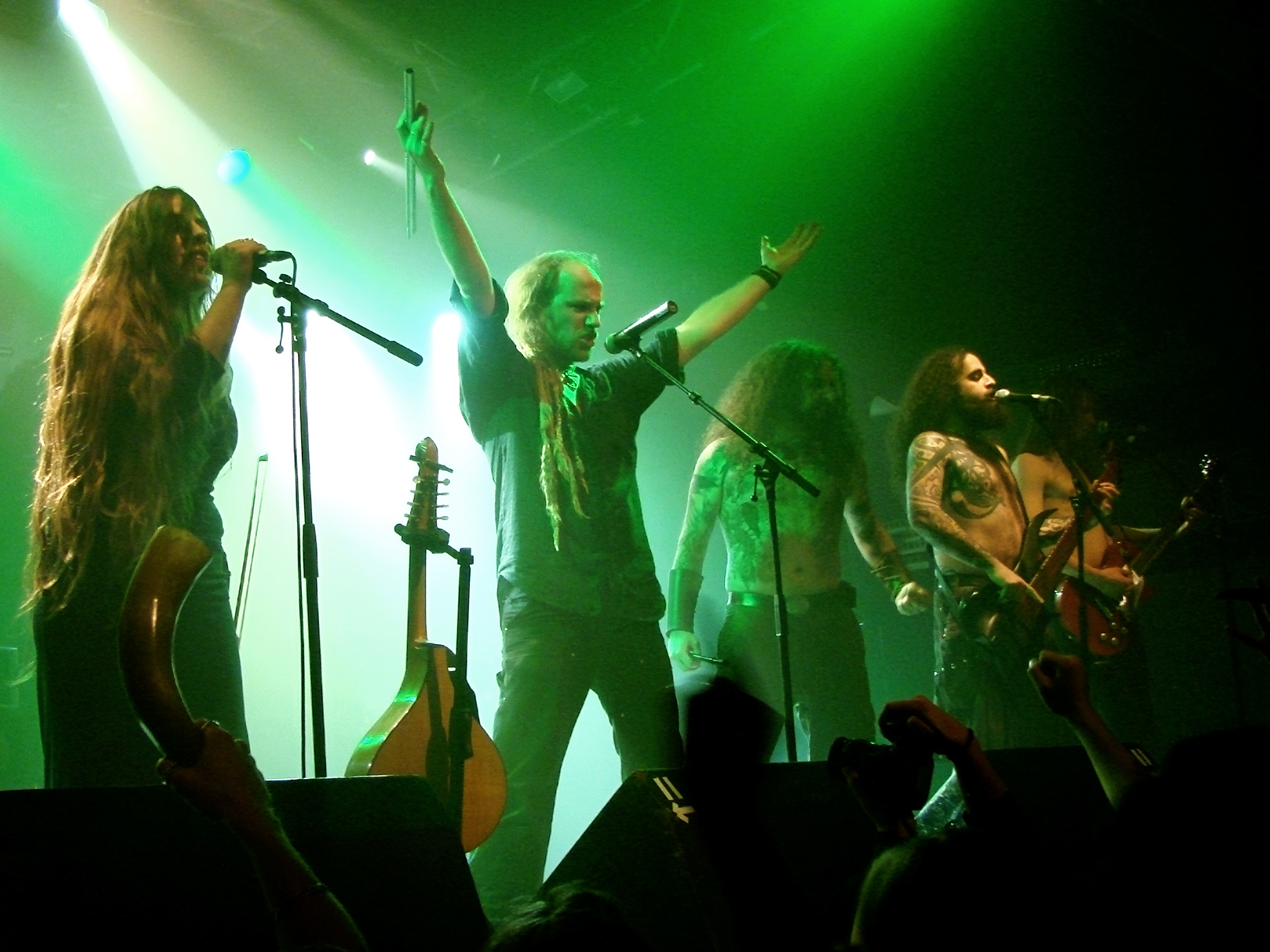
Gli Eluveitie, noto gruppo Pagan metal, dal vivo al Cernunnos Fest di Parigi, dicembre 2007.

 Le musiche variano da melodie allegre e veloci fino a melodie quasi Doom, e gli stili di voce vanno dal feroce Growl tipico del Death metal alla voce pulita e melodica. Le lingue utilizzate vanno dall'Inglese alle lingue antiche, passando per le lingue della propria nazione. Le band Pagan metal sono spesso associate al Viking metal o al Folk metal e gruppi come Moonsorrow e Kampfar sono visti come esponenti di tutti e tre i generi.

## Storia
Led Zeppelin e Manowar sono stati i primi ad utilizzare temi pagani nelle proprie liriche, ma non avevano nessuna somiglianza con le band Pagan Metal: infatti, le band Pagan citano come influenze, principalmente, Bathory, Enslaved, Skyclad e Amorphis. I primi due sono esponenti del Viking metal e del Black metal, mentre i secondi sono noti come band Folk metal. Jarkko Aaltonen osserva anche che "i Black Sabbath erano abbastanza pagani, ma, nella scena metal attuale, sono stati gli Skyclad a fondere metal con del folk e testi pagani o mitologici". Chrigel Glanzmann degli Eluveitie pensa anche lui che gli Skyclad furono la prima band pagan metal, rimarcando che la band ha mischiato heavy metal con influenze Celtic-folk  "in un modo molto stimolante." Anche lo scrittore Ian Christie trova negli Skiclad gli inventori del Pagan metal. Invece, Hery Joensen dei Týr, pensa che siano i Bathory ad aver inventato il Pagan metal dicendo che "i Bathory, stanchi di scrivere testi satanisti, cominciarono a scrivere testi ispirati alla mitologia norrena, dando così alle canzoni un certo spessore culturale". Inoltre, il cantante dei Primordial,
Alan Averill, afferma che "nell'album dei Bathory Blood Fire Death (1988), si può assistere alla creazione del Pagan metal". Inoltre, sostiene che "i Bathory sono la copia dei Manowar, ma nessuno ama ammetterlo". Mathias Nygård, membro dei Turisas, identifica negli Amorphis gli inventori del Pagan metal, dicendo che "hanno giocato un ruolo fondamentale nella nostra carriera".

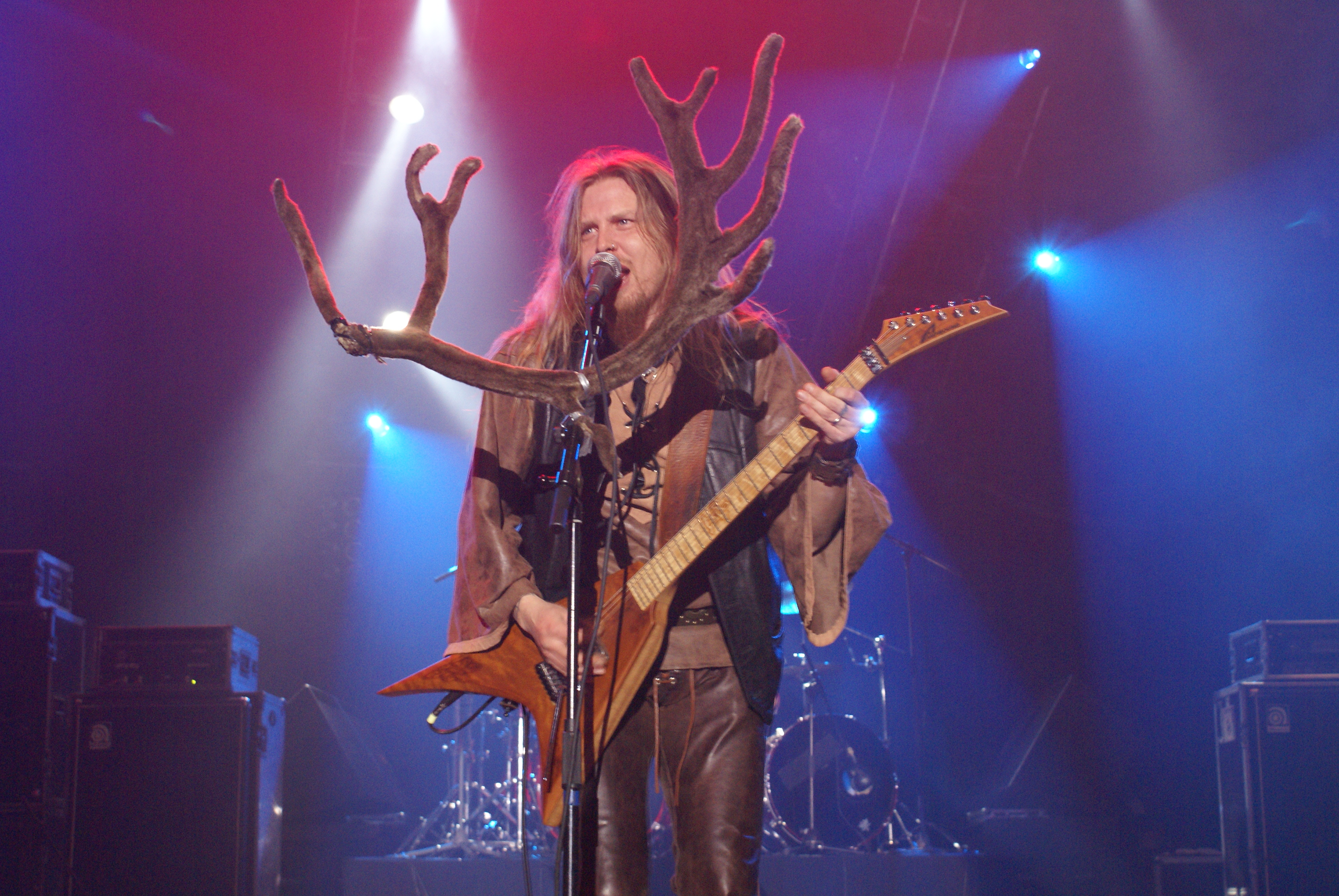
Jonne Järvelä dei Korpiklaani al festival Metalmania del 2007.

Nell'aprile 2008, alcune band Folk e Pagan Metal partecipanti al Paganfest vennero accusate di essere neonaziste e fasciste dal Berliner Institut für Faschismus-Forschung. Ville Sorvali dei Moonsorrow e Heri Joensen dei Týr hanno rilasciato una dichiarazione congiunta su video in cui confutavano le accuse, sottolineando che "i maggiori problemi sembrano causati dal fatto che i Moonsorrow e i Týr abbiano il nome scritto in rune, che venivano usate come lettere per migliaia di anni, ma col nazismo sono diventati simboli di morte". I Moonsorrow hanno rilasciato una dichiarazione scritta e i Týr hanno fatto una canzone, "Shadow of The Swastica", dal testo antinazista.
Anche altre band come Cruachan e Skyforger si sono dissociate pubblicamente dal nazismo, dal fascismo e dal razzismo, mentre gli Skyforger hanno aggiunto nei retrocopertina delle ristampe di tutti i loro album la scritta "No Nazi Stuff Here!".
A partire dal 2009, il Pagan metal è diventato una specie di fenomeno. Mikael Kalbrom dei Finntroll considera il Pagan metal una nuova tendenza, mentre Johan Hegg degli Amon Amarth allontana la propria band da questa tendenza, dicendo che "Noi non siamo e non veniamo visti come una band Pagan o Folk metal".